# باغ سنغك
باغ سنغك (بالفارسية: باغ سنگک) هي قرية أفغانية في مقاطعة خواهان التابعة لولاية بدخشان الواقعة في شمال شرق أفغانستان.